# Juan Carlos Alarcón
Juan Carlos Alarcón (27 de octubre de 1971 en Mérida, Venezuela) es un actor venezolano, el cual cuenta con una gran trayectoria artística.

## Biografía
Comenzó su carrera artística en el año 1989, cuando formó parte del alumnado del "Grupo actoral 80". Al finalizar sus talleres en dicha organización, fue seleccionado para realizar el Taller de Jóvenes Actores del "Grupo Theja", donde sus grandes maestros fueron José Simón Escalona, Javier Vidal, María Pettit y Angélica Escalona.
Más tarde, incursionó en la Academia de Baile de Anita Vivas y además, realizó el Curso de Actuación y Voz en la Academia de Cine y Televisión con los facilitadores Carlos Ospino y Felicia Canetti.
Su debut en la televisión se dio en el año 1990 en Venezolana de Televisión.
Participó junto a Catherine Correia y Verónica Rasquin en el programa de televisión infantil "El Club Disney", transmitido por RCTV (si bien en la primera temporada del mismo en 1991 lo acompañaban Patricia Schemel y Nohelia Sotillo).
En 1999 condujo el programa Arriba Juventud en RCTV junto a Camila Canabal.
Su última telenovela fue en el 2010 ( Que el cielo me explique)
Actualmente se encuentra alejado de la actuación.
Para mediados del 2021 tiene previsto el regreso al teatro de la mano de Mimi Lazo con una reedición de la obra Jav y jos

## Carrera artística

### Telenovelas
| Año       | Título                      | Rol                           |
| --------- | --------------------------- | ----------------------------- |
| 1990      | 5 de chocolate y 1 de fresa | Gabriel                       |
| 1995      | Ilusiones                   | Pablo Cáceres                 |
| 1996      | La Inolvidable              | Juan Vicente Montero          |
| 1997      | María de los Ángeles        | Aurelio Vargas Villafañe      |
| 1998      | Aunque me cueste la vida    | Modesto                       |
| 1999-2000 | Mariú                       | Trino                         |
| 2000      | Hay amores que matan        | Macho flaco                   |
| 2000-2001 | Viva la Pepa                | Luis Raúl Graziani            |
| 2002      | Juana, la virgen            | Manuel Ramón Pérez "Manolito" |
| 2003      | La Cuaima                   | Juan Pescao                   |
| 2005-2006 | Amantes                     | Camilo Rivera                 |
| 2007      | Camaleona                   | Leopoldo Tovar y Tovar III    |
| 2008-2009 | Nadie me dirá cómo quererte | César Leal                    |
| 2011      | Que el cielo me explique    | Carlos Patiño                 |

Casi todas las telenovelas donde ha participado han sido producidas y transmitidas por RCTV, excepto "5 de chocolate y 1 de fresa", la cual fue producida y transmitida por Venezolana de Televisión.

### Películas
- DESAUTORIZADO (2010) Como Federico[2]
- Natalia de 8 a 9 (2006) donde comparte créditos protagonistas con Chantal Badaux, Luis Fernández y Rudy Rodríguez
- Asesinato en lunes de carnaval (2002) como Rodrigo
- Oro Diablo (2000)
- Manuela Sáenz (2000) como José María Saenz
- Fosa Común (1998) como Gabriel

### Teatro[3]
- Jav y jovs ( 2021) producida por Mimi Lazo y a estrenarse por Zoom en abril del 2021. Nuevamente contara como compañero de reparto a Luis Fernández[4]
- Actos Indecentes ( 2010)- Lord Alfred Douglas
- Arcángeles y arcángeles ( 2009- Grupo Theja
- Jav y Jovs (2008)
- Los Navegaos ( 2007)

## Libros
- Palavras Kaleidoscopiques ( con Jeanette Shimara)[5]